# Phenax hirtus
Phenax hirtus är en nässelväxtart som först beskrevs av Olof Swartz, och fick sitt nu gällande namn av Hugh Algernon Weddell. Phenax hirtus ingår i släktet Phenax och familjen nässelväxter. Inga underarter finns listade i Catalogue of Life.